# Psalm 90

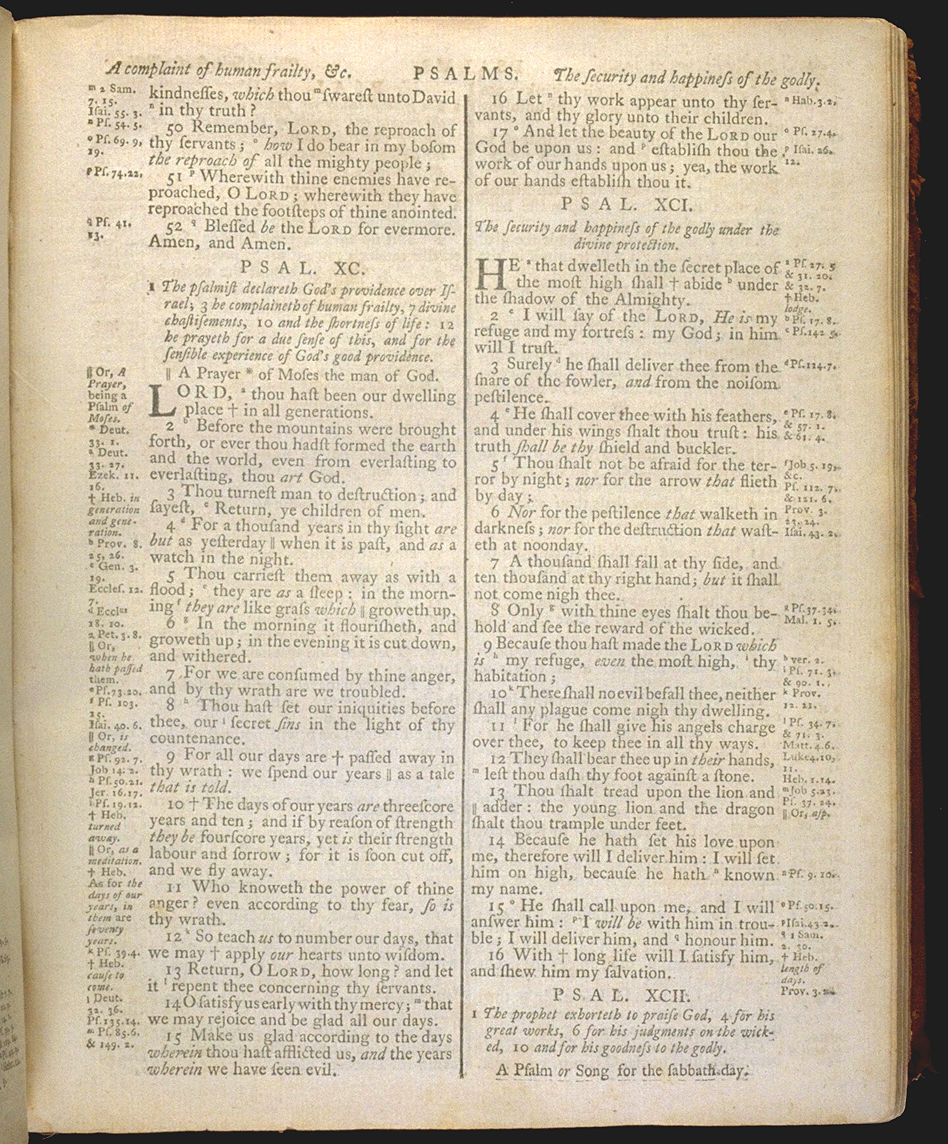
Een King James bijbel opengeslagen bij de 90e psalm.

Psalm 90 is de negentigste psalm uit Psalmen in de Hebreeuwse Bijbel. Het is de enige psalm die wordt toegeschreven aan Mozes. De psalm is bekend door de 'norm' van de lengte van een mensenleven: "Zeventig jaar duren onze dagen, of tachtig als we sterk zijn" (Psalm 90:10). hoewel Mozes zelf volgens de traditie in de Hebreeuwse Bijbel 120 jaar werd (Deuteronomium 34:1-12). De psalm plaatst de eindigheid en nietigheid van de mens tegenover de eeuwigheid en macht van God. 

## Jodendom
- Psalm 90 wordt gereciteerd tijdens de Pesukei dezimra, tijdens sjabbat, Jom Tov en Hoshana Rabbah.
- Psalm 90 wordt in sommige tradities gereciteerd tijdens Sjabbat Nachamu (de sjabbat na Tisja Beav).
- Vers 17 wordt gereciteerd na de Motza'ei sjabbat Ma'ariew en de eerste paragraaf van de Sjema tijdens de avondgebeden.
- Psalm 90 is de zevende van tien psalmen die worden gereciteerd in de Tikkun HaKlali van rabbijn Nachman van Breslov.

## Christendom
- Psalm 90 wordt in het christendom vaak aangehaald op oudejaarsavond en wordt daarom ook wel de oudejaarspsalm genoemd.